# 錫杖経
『錫杖経』(しゃくじょうきょう)は、仏教宗門に於いては『九條錫杖』という偈または唱文を指すことが多い。また末尾に「経」字を付けて『九條錫杖経』と呼ぶ事例も多く、この『九條錫杖』は仏教とともに日本に渡来したといわれている。その内容は、錫杖賛といった類のものであり、古来法会で使用され、端的に言えば声明等仏教音楽の歌詞である。その音楽の様式は宗教、宗派によってそれぞれ大きく異なる。現代にまで伝わっているものには、長音・切音の2種類の九条錫杖と、三条錫杖の計3曲が流布している
。一方、大正蔵にも『錫杖経』が収録されており、具名は『得道梯橙錫杖経』である。

## 概要
仏具としての錫杖が日本に渡来したのは、仏教が伝来した（公伝であれ私伝であれ）6世紀頃と考えられており、『錫杖経』も同時に伝来したとされる。これが現在の『九条錫杖』ではないかともされているが、しかしこれを裏付ける文献や資料は見つかっていない。『九条錫杖』は錫杖賛歌といった趣旨のもので、錫杖を持すことの功徳が述べられている。それは三宝を供養し、六波羅密を修行し、錫杖の音によって懈怠・破戒・不信などの悪心を浄め、外道・鬼神・毒獣・害虫なども菩提心を起こし、十方世界の餓鬼・畜生・受苦の衆生も直ちに解脱すると説く。
『九条錫杖』の文の初めの一段の4句は、実叉難陀訳八十華嚴中の偈文であり、後の各段は『得道梯橙錫杖経』等の経意に依り、古徳が継ぎ作って九條としたもので、故に写本によっては『九條錫杖文』とし、『九條錫杖偈』とし、或いは単に九條錫杖と題したものであるが、『華嚴経』『梯橙錫杖経』の経文を転載したものであるから、『九條錫杖経』と名付けても差し支えない、とされる。また、南都七大寺の悔過会等の法会で用いられる錫杖の功徳を讃歎する唱文も、「経」文字を付されて流布している。
以下に『九條錫杖經』原文と訓読を示す。

## 注・出典
1. ↑  中山照玲「チベット訳『得道梯橙錫杖経』」智山学報 1982年 31巻 p.A1-A19 pdf p.1
2. ↑  蓮生観善*『九条錫杖経講義』藤井佐兵衛,昭和12（1937年）国立国会図書館デジタルコレクション 影印 p.6-7 、*ハスウ カンゼン, 1874-1958年、與田寺住職（1905年）、善通寺派初代管長（1931年）・善通寺法主（随心院兼務）、真言宗長者真言宗長者（1933年）、善通寺退任（1949年）。
3. ↑  大和久震平*『古式錫杖の形状』帝京短期大学紀要 8 73-100, 1991-12-10、p.75。*オオワク シンペイ、1923年 ―
4. ↑  片岡義道*『九条錫杖の研究』東洋音楽研究 1954 年 1954 巻 12-13 号 p. 141-160,en6  p.147 。*カタオカ ギドウ、1919年 - 2002年、滋賀県出身、昭和44年京都市立芸術大学教授（昭和59年名誉教授）。昭和60年天台真盛宗宗務総長。
5. ↑  天納傳中『錫杖の一考察』印度學佛教學研究 37 (1), 285-291, 1988 pdf
6. ↑  とくどうていとうしゃくじょうきょう。標題に「失譯人名今附東晋録」と記載されている。経集部 (大正蔵)（四）第17巻 SATデータベース／T0785_.17.0724a23 - 0725c04
7. ↑  大和久震平『古式錫杖の形状』p.75
8. ↑  「手執錫杖　當願衆生　設大施會　示如實道」。（卷第十四 淨行品第十一 SATデータベース/T0279_.10.0070c07 - 0070c08 ）
9. ↑  蓮生観善『九条錫杖経講義』1937年 p.6-7
10. ↑  箕輪顕量『日本撰述の偽経について』東アジア仏教学術論集 8 45-71, 2020-02 東洋大学東洋学研究所 pdf p.45に、「また、奈良に始まる四箇法要の中で盛んに唱えられた錫杖の功徳を讃える『錫杖』も、『錫杖経』として経典の体裁を取って現在に伝わるものの一つである。」とある。
11. ↑   現代まで継続するものは、東大寺の お水取り、薬師寺の花会式、法隆寺の修二会、興福寺の追儺会（ついなえ）など。
12. ↑  出典は蓮生観善『九条錫杖経講義』で、1937年の出版、著者没年は1958年なのでパブリックドメインである。
13. ↑  蓑輪顕量は、この語句が明らかに日本撰述であることを物語るものとしている。『日本撰述の偽経について』p.48